# 1792 Reni
1792 Reni è un asteroide della fascia principale. Scoperto nel 1968, presenta un'orbita caratterizzata da un semiasse maggiore pari a 2,7830148 UA e da un'eccentricità di 0,2773977, inclinata di 9,01704° rispetto all'eclittica.
L'asteroide prende il nome dalla città di Reni, in Ucraina.